# Embraer 202 Ipanema
Embraer 202 ipanema – samolot rolniczy brazylijskiej firmy Embraer. Samolot odbył pierwszy lot w 1970 roku. Kosztował 250 000 USD. Samolot zyskał wielu nabywców nie tylko w Brazylii, ale także na całym świecie, wyprodukowano ponad 1000 egzemplarzy. Jedna z wersji przystosowana jest do paliwa składającego się głównie z etanolu. 
Produkowano następujące wersje: 
- EMB-200 (Grudzień 1971) silnik 260 KM Lycoming, ładowność 550 kg .
- EMB-200A (Grudzień 1973) podobny do EMB-200 ze śmigłem Hartzell i ulepszonym silnikiem.
- EMB-201 (Wrzesień 1974) silnik 300 KM Lycoming, śmigło Hartzell ładowność 750 kg, poprawiona aerodynamika.
- EMB-201A (Kwiecień 1977) podobny do EMB-201 z nowa deską rozdzielczą, sterami i skrzydłami.
- EMB-201R Jednomiejscowy holownik szybowców dla Brazylijskich Sił Powietrznych. Zbudowano 3 sztuki, oznaczenie wojskowe U-19.
- EMB-202 (Maj 1991)  silnik 300 KM Lycoming, śmigło Hartzell ładowność 950 kg.
- EMB-202A (Październik 2004) silnik 320 KM Lycoming paliwo z etanolem, śmigło o większej wydajności,niższe koszty utrzumania i obsługi.

## Dane techniczne
- Załoga: 1 pilot
- Długość kadłuba: 7,43 m
- Rozpiętość skrzydeł: 11,69 m
- Zasięg: 610 km
- Prędkość przelotowa: 222 km/h
- Prędkość przeciągnięcia: 88 km/h

## Użytkownicy
- Brazylijskie Siły Powietrzne